# Torre de Santo Tomás (Malta)
El torre de Santo Tomás ( en maltés: Torri ta' San Tumas), también conocido como el fuerte de Santo Tomás ( en maltés: Forti San Tumas), es una gran torre de vigilancia abaluartada en Marsaskala, Malta . Fue construida en 1614 y es la tercera de seis torres Wignacourt . A principios del siglo XVIII se añadió a la torre una batería de artillería . La Torre de Santo Tomás es la torre de vigilancia más grande de Malta.

## Historia
La torre de Santo Tomás fue construida en la costa en la cara hacia el mar del promontorio de il-Ħamrija en Marsaskala. Se trata de una fortificación importante destinada a impedir el desembarco de tropas en los fondeaderos protegidos del arroyo de Marsaskala y de la bahía de Santo Tomás . La construcción de la torre fue aprobada en julio de 1614, durante el ataque a Żejtun, en el que una flota otomana logró desembarcar en la bahía de Santo Tomás. La torre debe su nombre a una capilla dedicada a Santo Tomás, que se encontraba cerca de donde ahora se encuentra la torre. Su construcción costó 13.450 escudos, 6 tarì y 4 grani, lo que la convierte en la segunda torre más cara del grupo Wignacourt, tras la torre de Santa María .
Se desconoce el arquitecto que diseñó la torre. Hay afirmaciones de que fue diseñada por Vittorio Cassar,  pero esto es disputado, ya que Cassar probablemente había muerto cuando comenzaron los trabajos de la torre. 

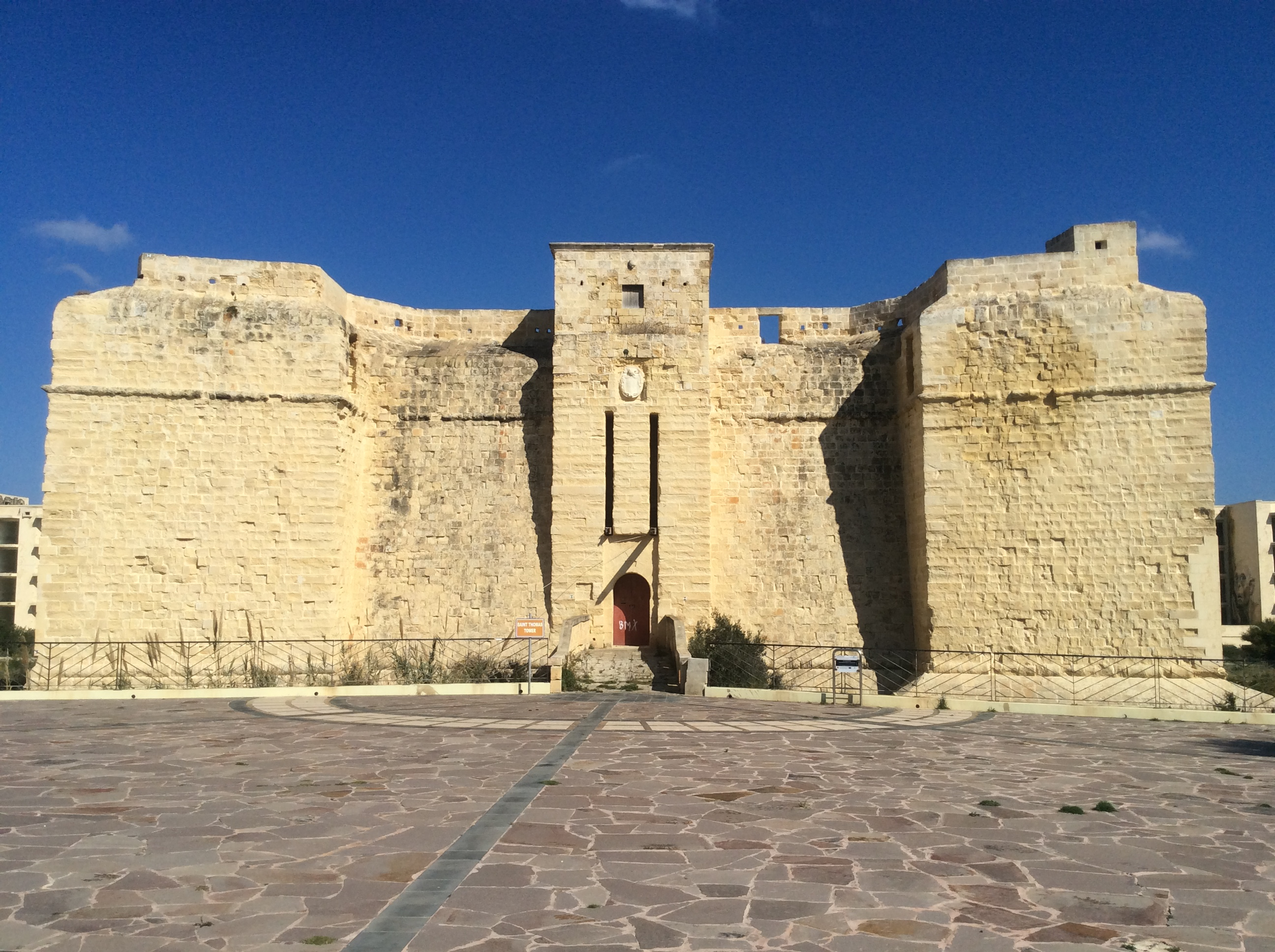
Fachada de la torre de Santo Tomás

La estructura de la torre es de muros gruesos y cuatro torreones abaluartados pentagonales que se proyectan hacia afuera en cada esquina. La entrada a la torre se realiza a través de una puerta abovedada con un puente levadizo de madera. El puente levadizo todavía está parcialmente intacto y es el único original que ha sobrevivido en Malta. La torre está rodeada por un foso excavado en la roca.
Tras la construcción de las torres de Redin, Santo Tomás tenía las torres Żonqor y Xrobb l-Għaġin en su línea de visión, pero ahora están en ruinas o completamente demolidas.
En 1715, la torre de Santo Tomás fue reforzada con la adición de una batería en la cara del mar. La construcción de la batería costó un total de 382 escudos, 8 tari, 11 grani y 1 piccolo, menos que el costo de construcción de otras baterías en la costa.
Durante el bloqueo francés de 1798-1800, la torre fue asaltada y capturada por los insurgentes malteses. 

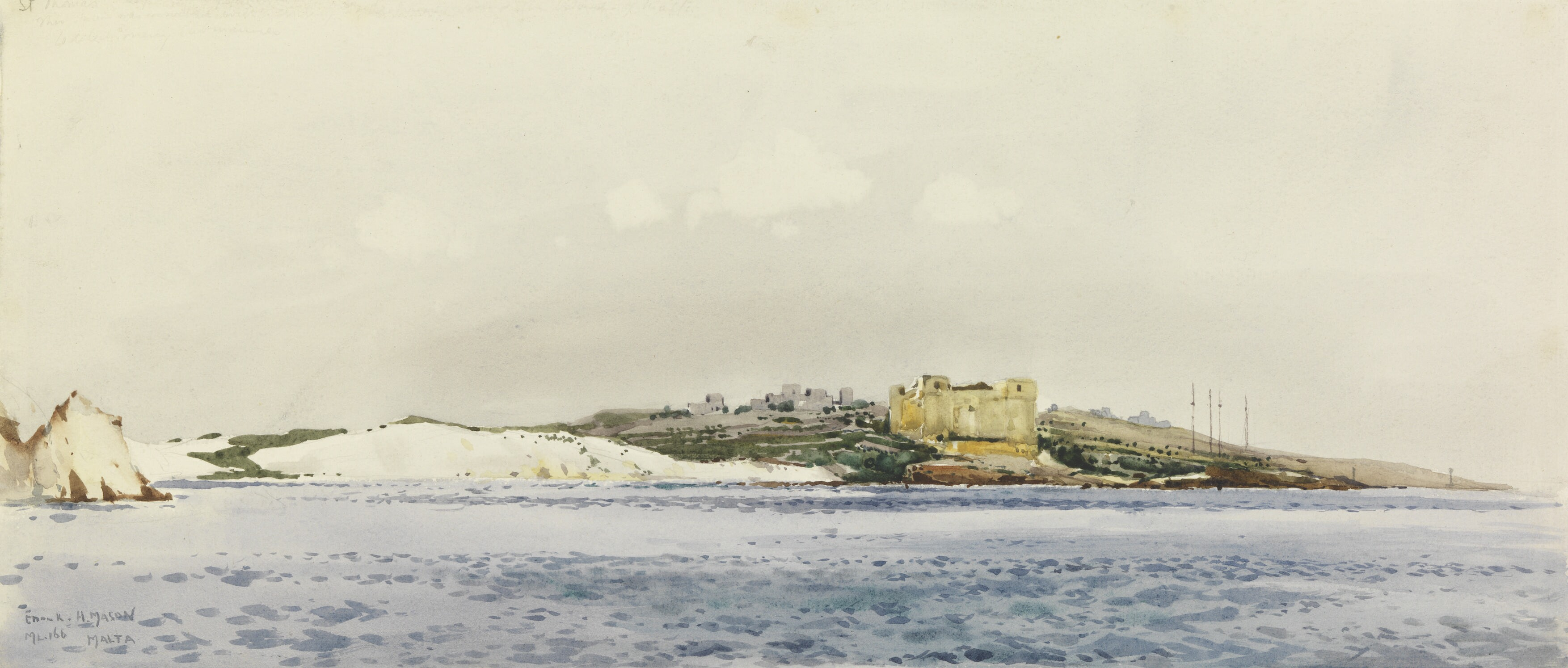
Pintura de la bahía de Santo Tomás en la Primera Guerra Mundial, vista desde el mar. La torre es visible en el centro.

La torre siguió siendo utilizada por los británicos hasta el siglo XIX, los cuales no hicieron ninguna modificación importante en la torre (como hicieron en la Torre de Santa Lucía ), y sólo se hicieron algunos cambios menores en la estructura. En algún momento, la torre también sirvió como prisión. 

## En la actualidad

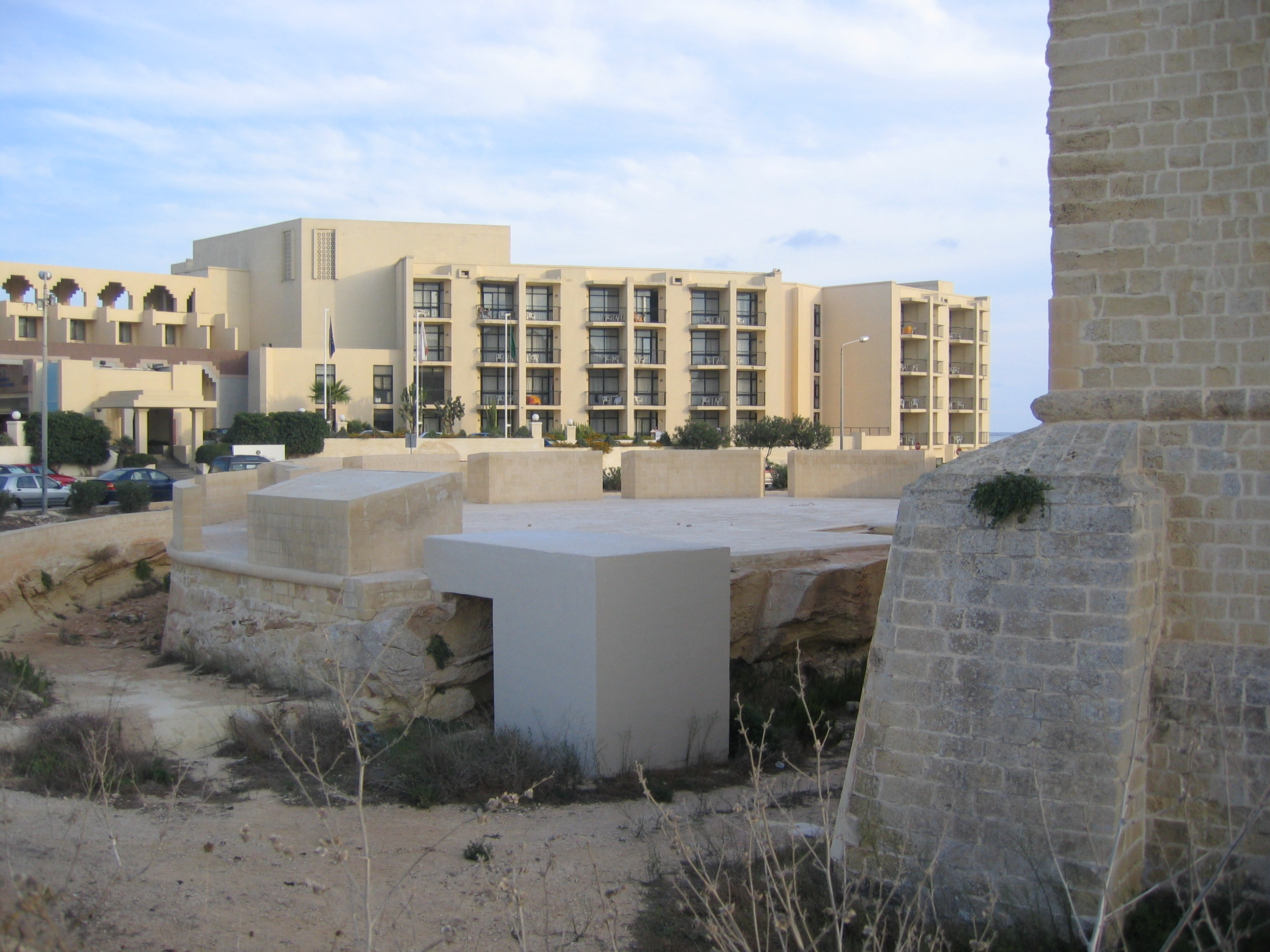
La batería "restaurada", con el Hotel Jerma Palace al fondo

Hoy en día, la ciudad de Marsaskala ha crecido y rodea la torre con edificios modernos. En 1982, se construyó el hotel de cuatro estrellas Corinthia Jerma Palace entre la torre y la costa, arruinando efectivamente la relación de la torre con el mar.  El hotel cerró en 2007 y ahora se encuentra en un estado de ruinas. 
Mientras tanto, la propia torre ahora forma el punto central de una plaza que se encuentra hacia su frente costeño. Durante algún tiempo fue utilizado como restaurante y pizzería . En 2008 pasó a manos de la fundación patrimonial Fondazzjoni Wirt Artna.  Un par de semanas después de su entrega, la torre fue limpiada de escombros y retiradas algunas estructuras modernas que se habían añadido cuando era un restaurante.  La Unidad de Restauración llevó a cabo más trabajos de restauración. Se hicieron planes para abrir la torre como museo sobre la piratería en el Mediterráneo, pero aún no se ha abierto. 
También se restauró la plataforma del cañón de la batería, y su parapeto y troneras se reconstruyeron con un diseño de líneas interpretativas modernas.
En 2014, el ayuntamiento de Marsaskala organizó exposiciones, recreaciones y otros eventos en la torre para conmemorar su 400 aniversario. 

## En la cultura popular
- La torre aparece en el libro de ficción Il-Misteru tat-Torri San Tumas (El misterio de la torre de Santo Tomás) de Charles Zarb publicado en 2004.

## Otras lecturas
- Estudio del puente levadizo del Fuerte de Santo Tomás Archivado el 17 de agosto de 2023 en Wayback Machine.